# FC Tufagorc Artik
Football Club Tufagorc Artik (arménsky: Ֆուտբոլային Ակումբ „Տուֆգործ“ Արթիկ) byl arménský fotbalový klub sídlící ve městě Artik. Klub zanikl v roce 1995.

## Umístění v jednotlivých sezonách
Zdroj:
Legenda: Z - zápasy, V - výhry, R - remízy, P - porážky, VG - vstřelené góly, OG - obdržené góly, +/- - rozdíl skóre, B - body, červené podbarvení - sestup, zelené podbarvení - postup, fialové podbarvení - reorganizace, změna skupiny či soutěže
| Arménie (1992 – 1994) |                       |        |    |   |   |    |    |    |      |    |        |
| Sezóny                | Liga                  | Úroveň | Z  | V | R | P  | VG | OG | +/-  | B  | Pozice |
| 1992                  | Aradżin chumb         | 2      | 26 | 8 | 5 | 13 | 41 | 59 | -18  | 21 | 17.    |
| 1993                  | Aradżin chumb – sk. B | 2      | 20 | 5 | 2 | 13 | 28 | 63 | -35  | 12 | 10.    |
| 1994                  | Aradżin chumb         | 2      | 18 | 3 | 3 | 12 | 23 | 70 | -147 | 9  | 9.     |